# Petit Montrond

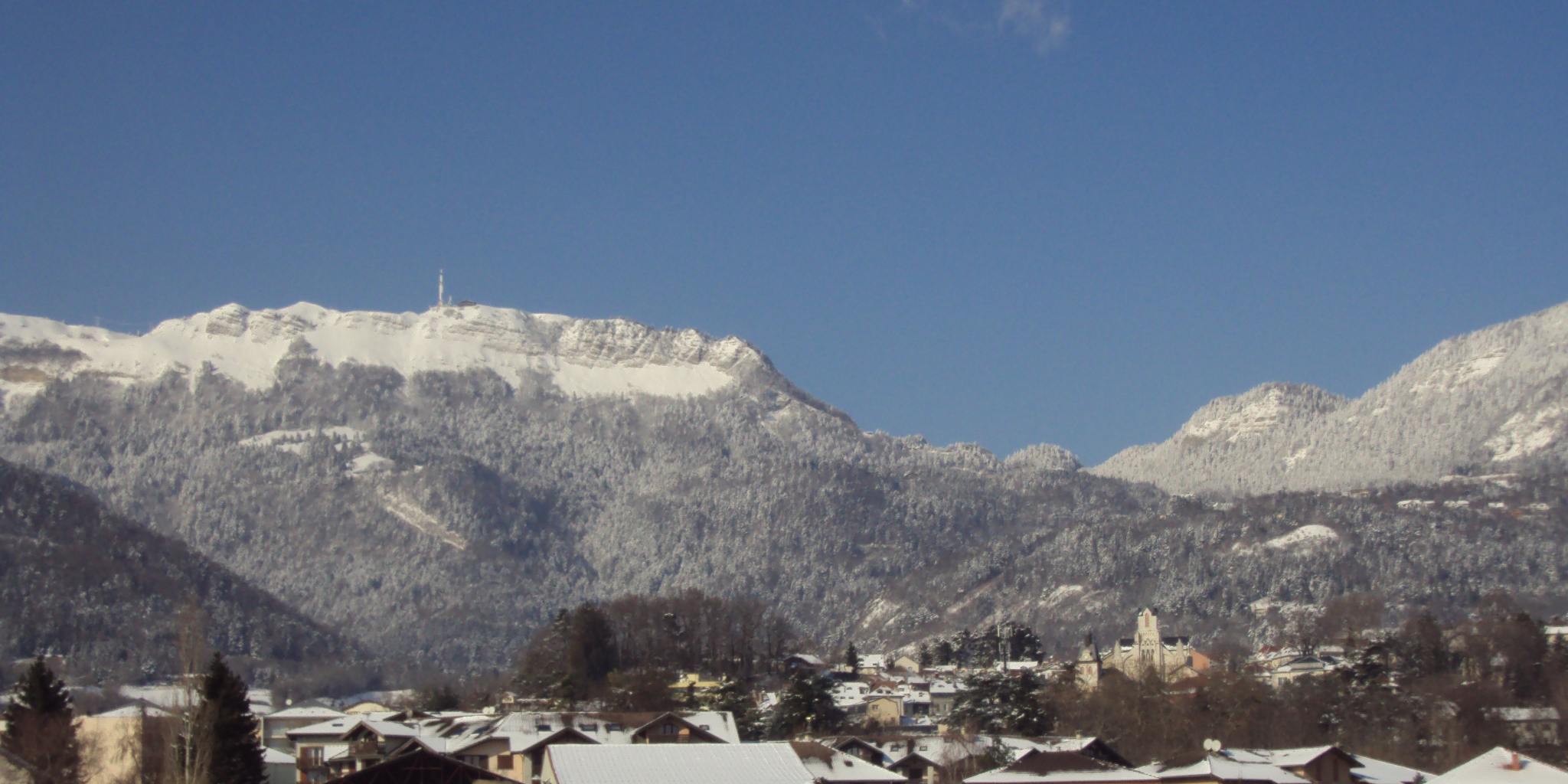
Masyw Montrond zimą, widziany z Gex

Petit Montrond (1543 m n.p.m.) – szczyt w południowej części gór Jura, we Francji.

## Położenie
Znajduje się w najbardziej wewnętrznym (tu: wschodnim) pasmie Jury, w jego najwyższej, południowej części. Wznosi się ok. 1,5 km na południe od przełęczy Faucille. Wraz z nieco wyższym i położonym dalej na południe szczytem Grand Montrond dominują od północnego zachodu nad miastem Gex.

## Charakterystyka
Stanowi ostatnie, nieznaczne spiętrzenie grzbietu najwyższego pasma Jury, obniżającego się tu na północ ku wyraźnej przełęczy Faucille. Zbocza tego grzbietu, opadające tu jednym ciągiem ok. 800 m ku południowemu wschodowi, ku dolinie potoku Le Journans, są bardzo strome, w najwyższych partiach urwiste. W wyższych partiach pokryte łąkami górskimi, wykorzystywane są lokalnie jako pastwiska. W dolnych partiach porastają je lasy. Stoki te w znacznej części objęte są ochroną w granicach Réserve naturelle de la haute chaîne du Jura. Z kolei stoki północne oraz zachodnie, te drugie opadające ok. 550 m ku dolinie Valserine, są znacznie łagodniej nachylone. Pokrywają je częściowo górskie łąki, niżej lasy, które lokalnie wycięto w związku z budową ośrodka narciarskiego.
Na szczycie wznosi się widoczny z dużej odległości wysoki na 70 m maszt nadajnika telekomunikacyjnego. Zbudowany wraz z budynkami technicznymi w 1961 r. umożliwia m.in. odbiór programów telewizji francuskiej w znacznej części francuskojęzycznych kantonów szwajcarskich.

## Turystyka i rekreacja
Szczyt nie ma znaczenia jako cel dla turystyki letniej. Od zachodu jego kopułę szczytową trawersuje jednak lokalny szlak turystyczny, biegnący z przełęczy Faucille na południe jako wariant dalekobieżnego szlaku GR Balcon du Léman. Góra jest ważnym ośrodkiem narciarskim. Na jej północnych i zachodnich zboczach funkcjonuje kilka kolei linowych i wyciągów narciarskich, przy których wytyczono szereg tras zjazdowych ośrodka Monts Jura (tu: Col de la Faucille - Mijoux).
Podszczytowe partie góry wykorzystywane są jako startowisko paralotniowe.
Z uwagi na brak wysokiej roślinności w partiach szczytowych góry, są one doskonałym punktem widokowym zarówno na samą Jurę jak i na południową część Jeziora Genewskiego oraz rozciągające się za nim Alpy.